# 唃厮啰
唃厮啰（藏語：རྒྱལ་སྲས་，威利转写：rgyal sras；997年—1065年11月3日），清代译作嘉勒斯赉，《宋史》认为其本名为欺南陵温篯逋（意为继承王位的业运赞普，或为后人所加，并非本名），11世纪唃厮啰国的创建者。

## 生平
宋至道三年（997年），唃厮啰在高昌磨榆出生，是吐蕃雅隆觉阿王系的后裔。1008年，他十二岁时，被河州羌族商人何郎业贤从高昌接到河州（今甘肃省临夏市）。之后，河州大姓耸昌厮均又将欺南陵温篯逋移居移公城（今甘肃省夏河县），想在河州立文法，从此欺南陵温篯逋改名唃厮啰。宗哥城（今青海省海东市平安区）僧人李立遵、邈川（湟州治所，今青海省海东市乐都区）大酋温逋奇将唃厮啰接至廓州（今青海省尖扎县），不久，李立遵将唃厮啰接至经济比较发达的宗哥城，尊为赞普。李立遵自称论逋（宰相），独揽大权，并骄奢淫逸，部众开始离析。唃厮啰成为赞普后，河湟一带吐蕃诸部纷纷归附。在三都谷之战中，李立遵败于北宋名将曹玮，唃厮啰趁机离开李立遵，于1023年和1024年间，唃厮啰率众迁移至邈川，以当地首领温逋奇为论逋，拥兵六、七万。
宋天聖十年（1032年），在西夏李元昊的支持下，温逋奇阴谋篡位，囚禁唃厮啰。唃厮啰被卫士所救，诛杀温逋奇。为扩展势力，举族徙居青唐城（鄯州治所，今青海省西宁市），立法建制，拥众数十万。同年，唃厮啰联宋抗夏，宋仁宗授唃厮啰宁远大将军、爱州团练使、保顺军节度观察留后、邈川大首领。与宋开展茶马互市，积极发展与西域的贸易。景祐二年（1035年），西夏雄主李元昊入侵唃廝囉國，攻下耗牛城（今青海西宁市北），他坚守青唐，乘机反击。1036年，唃厮啰击败了亲征河湟的李元昊，夏军十之八九在黄河溺死，威震河西。此后近百年间，青唐成为甘青地区吐蕃族政治、军事、经济、文化与宗教的中心。史称其所建政权又称为青唐国、唃厮啰国。在位期间，注意发展睦邻关系，奉行附宋抗夏以自保的政策。
宋康定元年（1040年），与宋使刘涣共商讨夏大计，并奉献誓书及西州地图，重申与宋协力抗夏的决心。康定二年（1041年），宋仁宗加授唃厮啰保顺军节度使兼邈川大首领、保顺河西节度使、洮凉两州刺史，唃厮啰向宋朝使臣称呼宋朝皇帝“阿舅天子安否”。唃厮啰将大量河西马匹卖给宋朝，与高昌回鹘、喀喇汗国联系，部分恢复了因西夏崛起而衰落的丝绸之路。后来两次击败夏毅宗军。
宋治平二年十月初三日（1065年11月3日），唃厮啰死，享年六十九，第三子董毡嗣位。之后董毡养子阿里骨、阿里骨子瞎征，先后割据河西。宋朝收复河湟，瞎毡子木征赐名赵思忠。

## 儿子
- 长子瞎毡[4]
- 次子磨毡角
- 三子董毡

## 影視形象

### 電視劇
| 演員   | 年份   | 作品       |
| 韩再锋 | 1995年 | 《贺兰雪》 |

### 动画片
| 配音   | 年份   | 作品           |
| 王肖兵 | 2003年 | 《大英雄狄青》 |

### 引用
1. ↑  刘立千译《西藏王统记》，民族出版社2000年出版，229页脚注793
2. ↑  徐俊. . 湖北武昌: 华中师范大学出版社. 2000年11月: 266. ISBN 7-5622-2277-0.
3. ↑  . 兰州大学出版社. 1989: 405  [2021-09-07]. ISBN 978-7-311-00238-1. （原始内容存档于2021-09-07） （中文）.
4. ↑  . 西北历史丛书. 青海人民出版社. 1988: 77-78  [2021-09-07]. （原始内容存档于2021-09-07） （中文）.

### 书籍
- 《宋史·列传第二百五十·吐蕃》